# Lestremia albipennis
Lestremia albipennis är en tvåvingeart som beskrevs av Johann Wilhelm Meigen 1838. Lestremia albipennis ingår i släktet Lestremia och familjen gallmyggor.
Artens utbredningsområde är Tyskland. Inga underarter finns listade i Catalogue of Life.